# Beaupréau-en-Mauges
Beaupréau-en-Mauges è un comune francese del dipartimento del Maine e Loira nella regione dei Paesi della Loira.
È stato creato il 15 dicembre 2015 dalla fusione dei preesistenti comuni di Andrezé, Beaupréau, La Chapelle-du-Genêt, Gesté, Jallais, La Jubaudière, Le Pin-en-Mauges, La Poitevinière, Saint-Philbert-en-Mauges e Villedieu-la-Blouère.
Il nuovo comune ha sostituito la preesistente comunità di comuni di Centre-Mauges creata nel 1994.
Il capoluogo è la località di Beaupréau.